# Pelargonium glutinosum
Pelargonium glutinosum är en näveväxtart som först beskrevs av Nikolaus Joseph von Jacquin, och fick sitt nu gällande namn av L'hér.. Pelargonium glutinosum ingår i släktet pelargoner, och familjen näveväxter. Inga underarter finns listade i Catalogue of Life.